# 加斯托内·达雷
加斯托内·达雷（義大利語：Gastone Darè，1918年2月18日—1976年6月7日），意大利男子击剑运动员。他曾获得1949年世界击剑锦标赛男子佩剑个人冠军。他也参加了1948年、1952年和1956年三届夏季奥运会，其中在1948年和1952年奥运会各获得一枚银牌。